# Moral Majority

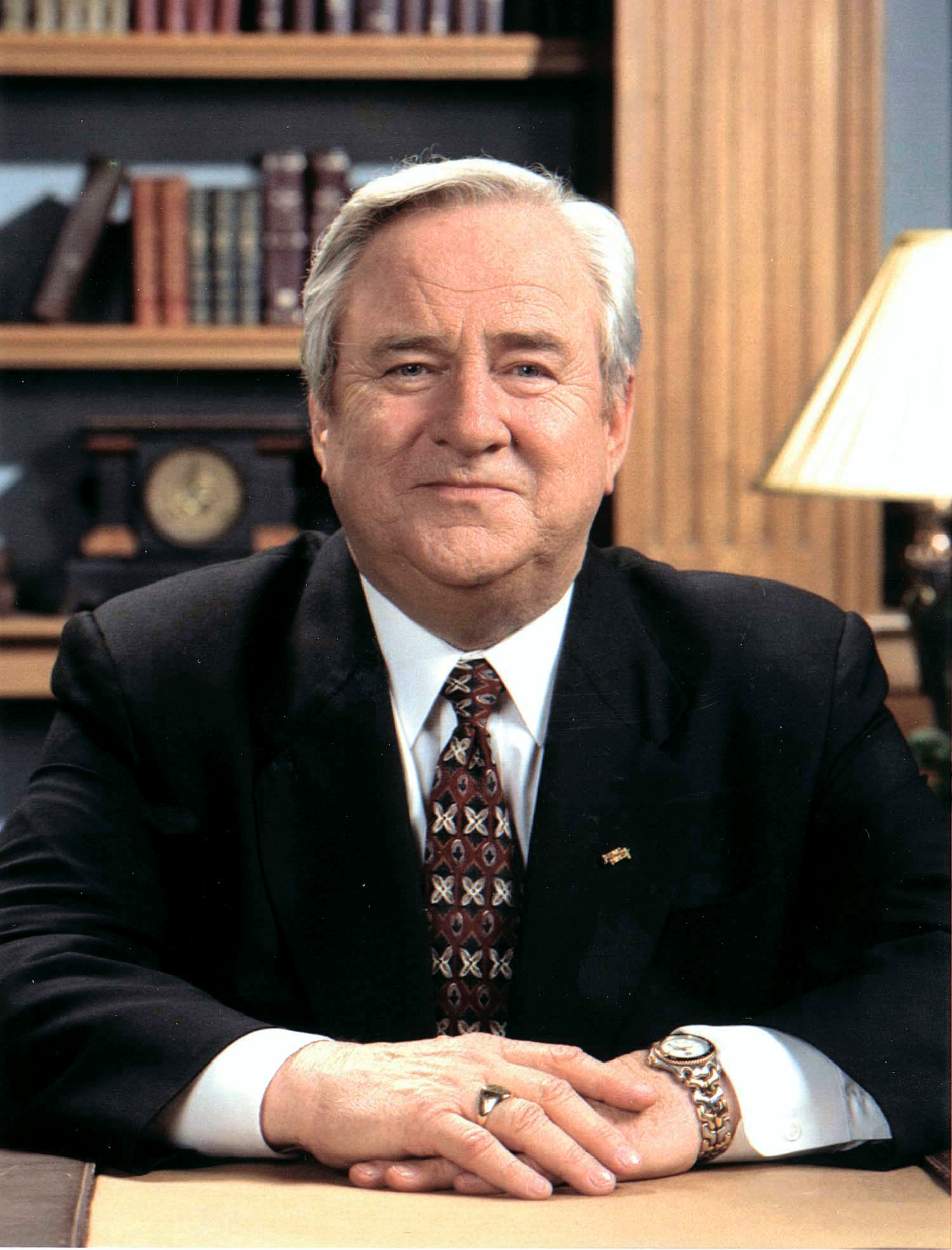
Jerry Falwell, Gründer der Moral Majority

Die Moral Majority war eine bekannte amerikanische politische Organisation der Christian right (religiösen Rechten). Sie wurde 1979 gegründet und in den späten 1980er Jahren aufgelöst. Sie spielte eine Schlüsselrolle bei der Mobilisierung von Christen als politische Kraft und im republikanischen Präsidentschaftswahlkampf der 1980er Jahre.

## Geschichte

### Vor der Gründung
Die Ursprünge der Moral Majority können bis 1976 zurückverfolgt werden, als Jerry Falwell auf einer Reihe von I Love America (Ich liebe Amerika)-Kundgebungen im ganzen Land das Bewusstsein für soziale Fragen schärfte. Diese Kundgebungen brachen mit dem traditionellen Prinzip der Baptisten, Religion und Politik zu trennen und brachten Falwell in den öffentlichen Focus.

### Aufbau und Organisation
Falwell und Paul Weyrich gründeten die Moral Majority im Juni 1979. Anfangs mit Stärken eher im Süden der USA, wuchsen die Landesverbände schnell und waren bis 1980 mit Organisationen in achtzehn Staaten vertreten. Falwell war das bekannteste Gesicht der Organisation in den 1980er Jahren. 
Die Zentrale der Moral Majority befand sich in Lynchburg. Der Beirat bestand aus Baptisten, Katholiken und Juden, obgleich diese Entscheidung Falwells auf interne Kritik stieß.
Die Moral Majority war eine Organisation vorwiegend konservativer Christen, die für moralische Grundsätze warben, die ihrer Ansicht nach die Auffassung der Mehrheit der Amerikaner vertrat (daher auch der Name). Mit in der Spitze vier Millionen Mitgliedern und zwei Millionen Spendern war die Moral Majority eine der größten konservativen Lobbygruppen in den USA. Diese Mitglieder waren in über zwanzig staatlichen Organisationen aktiv. 1987 schied Falwell als Leiter aus, behielt aber eine aktive und sichtbare Rolle in der Organisation.

### Auflösung
Nach der zweiten Wahlperiode Ronald Reagans waren christliche rechte Organisationen allgemein in einer Phase des Niedergangs. Das Spendenaufkommen war rückläufig, möglicherweise weil nach acht Jahren der von der christlichen Rechten unterstützten Präsidentschaft die moralischen Gefahren vom Wähler nicht wie bei Reagans erstem Amtsantritt wahrgenommen wurden. Finanzielle Probleme waren schließlich ein wichtiger Faktor bei der Entscheidung die Organisation aufzulösen. Falwell begründete es allerdings anders und erklärte bei der Bekanntgabe der Auflösung der Moral Majority 1989 in Las Vegas: „Our goal has been achieved. […] The religious right is solidly in place and […] religious conservatives in America are now in for the duration.“ (Unser Ziel ist erreicht. […] Die religiöse Rechte hat ihren Platz gefunden und […] religiöse Konservative in Amerika bleiben auf Dauer).

### Organisatorische Ziele und Zusammensetzung
Die Moral Majority versuchte, konservative Amerikaner zu mobilisieren, indem sie Direct-Mail-Kampagnen, Telefon-Hotlines, Kundgebungen und religiöse Fernsehsendungen nutzten. Obwohl die Moral Majority nur ein Jahrzehnt existierte, wurde sie bald nach ihrer Gründung eine sichtbare politische Kraft und war relativ effektiv in der Erreichung ihrer Mobilisierungsziele. Nach Robert Liebman und Robert Wuthnow war dafür ausschlaggebend:
- Die Moral Majority wurde bereits mit starkem finanziellen Rückhalt gegründet.
- Die Vorsitzenden der Moral Majority kommunizierten intensiv mit ihren Mitgliedern und standen für eine klare Aussage auf allen Ebenen der Mitgliedschaft.
- Die Vorsitzenden der Moral Majority der Regel hatten intensive Organisationserfahrung.
- Die allgemeine Öffentlichkeit stand hinter den von der Moral Majority betonten Fragen.

Dazu gehörte:
- Zensur von Medien, die eine „Anti-Familien“- Agenda fördern
- Förderung einer traditionellen Vorstellung von Familienleben
- Opposition zu den Equal Rights Amendment und Strategic Arms Limitation Talks
- Opposition zur staatlichen Anerkennung und Akzeptanz der Homosexualität sowie der Bürgerrechte der Homosexuellen.
- Ächtung der Abtreibung auch in Fällen von Inzest oder Vergewaltigung oder bei Schwangerschaften, wo das Leben der Mutter auf dem Spiel steht.[14]
- Unterstützung für  christliche Gebete in Schulen
- Missionierung von Juden und anderen Nicht-Christen

Die Moral Majority hatten Anhänger in den beiden großen politischen Parteien der USA, die Republikaner und der Demokraten, obwohl sie weit mehr Einfluss in der Ausübung ersterer hatte.

## Politische Beteiligung
Die Moral Majority aber ist wahrscheinlich am ehesten für ihre Beteiligung an den Präsidentschaftswahlen, insbesondere jenen von Ronald Reagan bekannt.

### Präsidentschaftswahlen
Die Wahl von Jimmy Carter als Präsident der Vereinigten Staaten 1976 war ein Meilenstein für die evangelischen Christen. Zum ersten Mal war ein bekennender evangelischer Christ in das höchste Amt des Landes gewählt worden. Trotz Gemeinsamkeiten in der religiösen Identität waren jedoch evangelikale Christen im Allgemeinen und schließlich die neu gegründete Moral Majority von der Politik Carters enttäuscht worden. Carter unterstützte jedoch eher die Positionen der eigenen Partei. Daher entschied die Moral Majority, Ronald Reagans Kandidatur im Jahr 1980 zu unterstützen.

#### 1980
Die Moral Majority unterstützte Reagan bereits sehr früh. Laut Jimmy Carter „that autumn [1980] a group headed by Jerry Falwell purchased $10 million in commercials on southern radio and TV to brand me as a traitor to the South and no longer a Christian.“(kaufte im Herbst 1980 eine von Jerry Falwell geleitete Gruppe für 10 Millionen Dollar Werbespots im südlichen Radio und TV, um mich als Verräter des Südens und als unchristlich zu brandmarken) Auch nach dem Gewinn der republikanischen Nominierung unterstützte die Moral Majority Reagan. Nach dem Sieg Reagans betonte Falwell den Einfluss auf den Erfolg Reagans durch die Aktivierung von Kirchgängern zur Wahl zu gehen, die vorher nicht politisch aktiv gewesen waren. Empirisch deutet einiges darauf hin, auch wenn eine definitive Kausalität nicht nachweisbar ist.
Reagan band später Mitglieder der Moral-Majority-Führung in seine Kampagne und danach auch in die Regierung ein.

#### 1984
Die Moral Majority unterstützte Reagan auch 1984 bei der Wiederwahl und warb für ihre Positionen in Bezug auf Schulgebete und Abtreibung auch im republikanischen Wahlprogramm. Das politische Klima der Nation hatte sich jedoch seit Reagans erster Kampagne geändert. Obwohl Reagan gewann, hatte sich die Rolle der Moral Majority seit 1980 geändert. Mehr Anti-Moral-Majority-Wähler hatten für Walter Mondale als Pro-Moral-Majority-Wähler für Reagan gestimmt; damit hatte die Moral Majority tatsächlich einen negativen Effekt auf Reagans Kampagne gehabt.

#### 1988
1988 trat die Moral Majority zuletzt bei einer Präsidentschaftswahl in Erscheinung. Die republikanische Nominierung war für eine Vielzahl von Anwärtern offen. Der evangelische Pfarrer und Fernsehprediger Pat Robertson kandidierte für die republikanische Nominierung und wäre auf den ersten Blick die natürliche Wahl der Moral Majority gewesen, da Robertson politische Vorstellungen denen der Moral Majority sehr ähnlich waren. Gleichwohl unterstützte Falwell George H. W. Bush und zeigte damit nicht nur die Rivalität zwischen Falwell und Robertson als Fernsehprediger, sondern auch die tief sitzende Spannung zwischen konkurrierenden evangelischen Richtungen.

## Herausforderungen für die Moral Majority
In den späten 1980er Jahren wurden die Ansichten der Moral Majority weithin in Frage gestellt und die Organisation begann zu bröckeln. Mit schwindender Unterstützung begannen Kritiker die Organisation „weder moralisch, noch eine Mehrheit“ zu nennen. 1988 gab es ernsthafte Liquiditätsprobleme und Falwell löste die Organisation im Jahr darauf auf.

## Die Moral Majority Coalition
Im November 2004 belebte Falwell den Namen Moral Majority wieder für eine neue Organisation, die Moral Majority Coalition. Die Absicht der Organisation ist es, die „evangelistische Revolution“ fortzusetzen und zu helfen, konservative Politiker bei Wahlen zu unterstützen. Mit dem Verweis auf die Koalition als „Auferstehung der Moral Majority 21. Jahrhunderts“, hatte sich Falwell für vier Jahre als Vorsitzender verpflichtet, verstarb allerdings am 15. Mai 2007.

## Bekannte Personen innerhalb der Bewegung
- Jerry Falwell (Gründer)
- Robert Grant
- Jesse Helms
- James Kennedy
- Beverly LaHaye
- Tim LaHaye
- Trent Lott
- Judith A. Reisman
- Pat Robertson